# Стрибки у воду на Чемпіонаті світу з водних видів спорту 2017 — вишка, 10 метрів (жінки)
Змагання зі стрибків у воду з десятиметрової вишки серед жінок на Чемпіонаті світу з водних видів спорту 2017 відбулися 18 і 19 липня 2017.

## Результати
Попередній раунд розпочався 18 липня о 10:00. Півфінали відбулись 18 липня о 15:30. Фінал розпочався 19 липня о 18:30.
Зеленим позначено фіналісток
Блакитним позначено півфіналісток
| Місце | Стрибунка            | Країна          | Попередній раунд | Попередній раунд | Півфінал   | Півфінал   | Фінал      | Фінал      |
| Місце | Стрибунка            | Країна          | Очки             | Місце            | Очки       | Місце      | Очки       | Місце      |
| ----- | -------------------- | --------------- | ---------------- | ---------------- | ---------- | ---------- | ---------- | ---------- |
| 1     | Цзюнь Хон Чон        | Малайзія        | 316.70           | 9                | 325.50     | 7          | 397.50     | 1          |
| 2     | Си Яцзе              | Китай           | 359.25           | 3                | 382.80     | 1          | 396.00     | 2          |
| 3     | Жень Цянь            | Китай           | 376.65           | 1                | 367.50     | 2          | 391.95     | 3          |
| 4     | Kim Mi-rae           | Північна Корея  | 335.25           | 6                | 346.00     | 5          | 385.55     | 4          |
| 5     | Мелісса Ву           | Австралія       | 360.30           | 2                | 318.70     | 11         | 370.20     | 5          |
| 6     | Кім Кук Хян          | Північна Корея  | 351.20           | 4                | 360.85     | 3          | 360.00     | 6          |
| 7     | Мінамі Ітахасі       | Японія          | 304.00           | 15               | 313.70     | 12         | 357.85     | 7          |
| 8     | Мейган Банфето       | Канада          | 339.75           | 5                | 355.15     | 4          | 331.40     | 8          |
| 9     | Панделела Рінонг     | Малайзія        | 306.00           | 13               | 322.75     | 8          | 322.40     | 9          |
| 10    | Олівія Чаманді       | Канада          | 299.10           | 17               | 320.55     | 10         | 307.15     | 10         |
| 11    | Джессіка Парратто    | США             | 306.85           | 12               | 322.75     | 8          | 302.35     | 11         |
| 12    | Кароліна Мурільйо    | Колумбія        | 321.55           | 7                | 325.75     | 6          | 283.35     | 12         |
| 13    | Марія Курйо          | Німеччина       | 304.50           | 14               | 306.30     | 13         | Не пройшли | Не пройшли |
| 14    | Крістіна Вассен      | Німеччина       | 303.25           | 16               | 299.40     | 14         | Не пройшли | Не пройшли |
| 15    | Габріела Агундес     | Мексика         | 310.95           | 11               | 297.35     | 15         | Не пройшли | Не пройшли |
| 16    | Робін Бірч           | Велика Британія | 311.60           | 10               | 294.00     | 16         | Не пройшли | Не пройшли |
| 17    | Чо Ин-бі             | Південна Корея  | 297.95           | 18               | 292.10     | 17         | Не пройшли | Не пройшли |
| 18    | Танека Ковченко      | Австралія       | 318.50           | 8                | 282.45     | 18         | Не пройшли | Не пройшли |
| 19    | Лора Маріно          | Франція         | 291.90           | 19               | Не пройшли | Не пройшли | Не пройшли | Не пройшли |
| 20    | Анна Чуйнишена       | Росія           | 287.05           | 20               | Не пройшли | Не пройшли | Не пройшли | Не пройшли |
| 21    | Селін ван Дойн       | Нідерланди      | 285.10           | 21               | Не пройшли | Не пройшли | Не пройшли | Не пройшли |
| 22    | Юлія Тімошиніна      | Росія           | 281.75           | 22               | Не пройшли | Не пройшли | Не пройшли | Не пройшли |
| 23    | Луїс Тулсон          | Велика Британія | 278.60           | 23               | Не пройшли | Не пройшли | Не пройшли | Не пройшли |
| 24    | Нана Сасакі          | Японія          | 274.80           | 24               | Не пройшли | Не пройшли | Не пройшли | Не пройшли |
| 25    | Туті Гарсія          | Куба            | 272.60           | 25               | Не пройшли | Не пройшли | Не пройшли | Не пройшли |
| 26    | Софія Лискун         | Україна         | 270.45           | 26               | Не пройшли | Не пройшли | Не пройшли | Не пройшли |
| 27    | Ділейні Шнелл        | США             | 268.05           | 27               | Не пройшли | Не пройшли | Не пройшли | Не пройшли |
| 28    | Вілло Кормош         | Угорщина        | 265.15           | 28               | Не пройшли | Не пройшли | Не пройшли | Не пройшли |
| 29    | Жованна Педрозо      | Бразилія        | 258.40           | 29               | Не пройшли | Не пройшли | Не пройшли | Не пройшли |
| 30    | Ганна Красношлик     | Україна         | 253.50           | 30               | Не пройшли | Не пройшли | Не пройшли | Не пройшли |
| 31    | Марія Бетанкурт      | Венесуела       | 247.85           | 31               | Не пройшли | Не пройшли | Не пройшли | Не пройшли |
| 32    | Монтсеррат Гутьєррес | Мексика         | 247.05           | 32               | Не пройшли | Не пройшли | Не пройшли | Не пройшли |
| 33    | Кім Су Чі            | Південна Корея  | 242.10           | 33               | Не пройшли | Не пройшли | Не пройшли | Не пройшли |
| 34    | Лім Шен Ян Фрейда    | Сінгапур        | 237.10           | 34               | Не пройшли | Не пройшли | Не пройшли | Не пройшли |
| 35    | Джеймі Гандрі        | ПАР             | 230.60           | 35               | Не пройшли | Не пройшли | Не пройшли | Не пройшли |
| 36    | Маха Абдельсалам     | Єгипет          | 229.30           | 36               | Не пройшли | Не пройшли | Не пройшли | Не пройшли |
| 37    | Інгрід де Олівейра   | Бразилія        | 228.00           | 37               | Не пройшли | Не пройшли | Не пройшли | Не пройшли |